# (32) Помона
(32) Помо́на (лат. Pomona) — астероид главного пояса, который принадлежит к светлому спектральному классу S. Он был открыт 26 октября 1854 года немецким астрономом-любителем Германом Гольдшмидтом в Париже, Франция, и назван в честь древнеримской богини древесных плодов Помоны, супруги Вертумна.

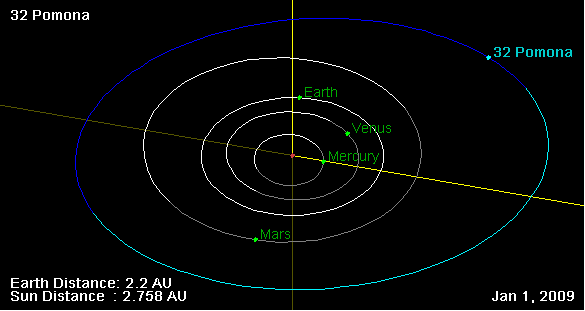
Орбита астероида Помона и его положение в Солнечной системе

16 августа 2008 года австралийский астроном-любитель Джонатан Брэдшоу наблюдал довольно необычное покрытие звёзд этим астероидом. Ожидаемая продолжительность затмения составляла 7,1 секунды, но видеозапись показала два примерно одинаковых затмения, каждое длительностью 1,2 секунды, разделённых промежутком 0,8 секунды. При пересчёте на пройденное астероидом за это время расстояние получатся отрезки соответственно 15 км, 10 км и 15 км. Таким образом, суммарная длина будет составлять всего 40 км, в то время как диаметр астероида, согласно измерениям спутника IRAS, равен 80,8 ± 1,6 км. Наиболее вероятным объяснением такого результата является либо наличие значительной по размеру вогнутости в теле астероида, либо наличие небольшого спутника, равного по размерам основному телу.